# Aigremont (Gard)
Aigremont é uma comuna francesa na região administrativa de Occitânia, no departamento de Gard. Estende-se por uma área de 12,55 km². Em 2010 a comuna tinha 799 habitantes (densidade: 63,7 hab./km²).